# Anomoeotes levis
Anomoeotes levis és una espècie de lepidòpter zigenoïdeu de la família dels himantoptèrids (Himantopteridae), subfamília Anomoeotinae.
És una espècie endèmica de Sud-àfrica.